# Nogometno Društvo Slovan
L'ND Slovan, forma abbreviata di Nogometno Društvo Slovan (Società Calcistica Slovan), è una società calcistica slovena con sede nella città di Lubiana, che oggi milita in Druga liga, la seconda divisione del campionato di calcio sloveno.

## Storia
Il club fu fondato nel 1913. Ha vinto il titolo sloveno (prima dell'indipendenza quando il torneo era una divisione inferiore del campionato jugoslavo) in due occasioni, nel 1965 e nel 1983, e partecipato al campionato di seconda divisione jugoslava nel 1965-66 e 1983-84. Il club ha inoltre vinto la Slovenski republiški nogometni pokal nel  1983.
Dopo il  1991, con la nascita del campionato indipendente, lo Slovan ha giocato nella PrvaLiga per tre stagioni, giungendo decimo, undicesimo e quindicesimo. Nel 1996 vi è stata la fusione con un'altra squadra lubianese, lo Slavija: il nuovo club si chiamò  ND Slovan-Slavija; giocò con la denominazione, dovuto allo sponsor, di Set Vevče in Prva Liga 97-98, ma retrocesse al termine della stagione.

## Palmarès

### Competizioni nazionali
- Slovenska republiška nogometna liga: 2

1964-1965, 1982-1983